# GSC2533-44
GSC2533-44-1 — хімічно пекулярна зоря спектрального класу F0, що має видиму зоряну величину в смузі V приблизно 11,2.